# Asif Ali Zardari
Asif Ali Zardari (Karachi, 26 luglio 1955) è un politico pakistano, attuale Presidente del Pakistan dal 10 marzo 2024. Precedentemente, ha ricoperto già l’incarico dal 9 settembre 2008 all’8 settembre 2013.

## Biografia
Zardari, che è stato il marito di Benazir Bhutto, l'ex premier pachistana uccisa in un attentato il 27 dicembre 2007, è presidente del Partito Popolare Pakistano, il cui segretario è il figlio Bilawal Bhutto Zardari. Asif Ali Zardari è stato eletto Presidente del Pakistan con una grande maggioranza il 6 settembre 2008, a seguito di una campagna elettorale aspra combattuta con il candidato del partito PML-N di Nawaz Sharif.
Nel 2024, in seguito all’esito delle elezioni parlamentari, viene nuovamente eletto Presidente.